# Tännassilma (Põlva)
Tännassilma – wieś w Estonii, w prowincji Põlva, w gminie Põlva.